# محمود شيت خطاب
اللواء الركن محمود شيت خطاب الموصلي (1338 هـ/1919م – 23 شعبان 1419 هـ /1998م) وزير عراقي سابق وقائد عسكري ومؤرخ وكاتب درس العسكرية في العراق وبريطانيا، وشارك في حرب فلسطين عام 1948م، وتقلّد مناصب وزارية عدة، وشارك في عضوية لجان عربية وإسلامية عديدة، وله العديد من المؤلفات العسكرية واللغوية والفكرية. وهو شقيق القاضي العراقي المعروف ضياء شيت خطاب.

## سيرته
ولد في مدينة الموصل شمال العراق، ونشأ في أسرة إسلامية ملتزمة، وينتهي نسبه إلى الحسن بن علي بن أبي طالب، كما أنه شقيق القاضي العراقي المعروف ضياء شيت خطاب.
نشأ خطاب في أسرة تعمل في التجارة، وقد كفلته جدته التي كان لها دور الكبير في زرع مبادئ الإسلام في نفسه منذ صغره. ودرس في حلقات الكتاتيب في المساجد فتعلم تجويد القرآن والكتابة ثم التحق بالمدرسة الابتدائية، ورغب بعد تخرجه بدراسة الحقوق، ثم ألتحق بالكلية العسكرية عام 1937م، وتخرج منها برتبة ملازم في سلاح الفرسان، ويقال بأن آمر السرية وجه إليه بضعة أسئلة حين انضم إلى مجموعته: أتشرب الخمر؟ أتلعب القمار؟ أتلهو مع النساء؟ ولما نفى خطاب كل ذلك، أجاب آمر السرية: إن انضمامك إلى سريتي نكبة علي!.
أُرسل خطاب في دورة إلي بريطانيا لمدة سنتين فتم ترفيعه إلى رتبة لواء أركان حرب. شارك في ثورة رشيد عالي الكيلاني سنة 1941م، واعتقل أيام عبد الكريم قاسم وناله تعذيب شديد وأصابته كسور كثيرة.
عمل في سلك التدريس في الكليات العسكرية في العراق ومصر، وكان من فراسته ودقة دراسته للعدو الصهيوني، أنه حدد اليوم الذي تعتزم فيه إسرائيل أن تضرب ضربتها وهو يوم 5 حزيران 1967م، ونشر هذا التوقع في جريدة «العرب» الصادرة في بغداء يوم 1 حزيران 1967م، حتى أن المؤلف الإسرائيلي صاحب كتاب «الحرب بين العرب وإسرائيل» أثنى على محمود شيت خطاب ووصفه بأنه أكبر عقل إستراتيجي في العالم العربي، لكن لا يوجد من يستفيد منه. 
تم اختياره رئيسا للجنة توحيد المصطلحات العسكرية في الجيوش العربية، فدعا لوضع معجم عسكري موحد، وصدر المعجم في أربعة أجزاء، بثلاث لغات هي: اللغة العربية والإنجليزية والفرنسية. كما ألف كتاب "المصطلحات العسكرية في القرآن الكريم"، وقد شارك في عضوية كثير من المجامع العلمية واللغوية والمؤسسات الإسلامية وتولى عددا من الحقائب الوزارية، ومن المناصب التي تولاها: 
- عضو المجمع العلمي العراقي.
- عضو مجمع اللغة العربية في القاهرة.
- رئيس لجنة توحيد المصطلحات العسكرية للجيوش العربية في جامعة الدول العربية.
- عضوا مؤسسا لرابطة العالم الإسلامي في مكة.
- عضوا في المجلس الأعلى العالمي للمساجد في مكة.[5]

تقلد مناصب وزارية لعدة مرات. وهو إلى جانب ذلك يكتب الشعر، وله فيه إسهام طيب، وإن كان مقلا فيه. 
زار دولة الكويت أواخر سنة 1969م وألقى سلسلة من المحاضرات منها «إرادة القتال» وعبر عن قناعته بأن الحكومات العربية غير جادة في محاربة إسرائيل، وتحدث عن الاضطهاد الذي يمارس ضد الشعوب، وتصرف الحكام في مقدرات البلاد وفق أهوائهم ونزواتهم، وابتعادهم عن التعبئة الإيمانية للجنود، فكانت الأغاني الوطنية القومية هي زاد الجنود، وصور الزعيم والممثلين والممثلات والمغنين والمغنيات هي سلاحهم، من هنا كانت الهزيمة الكبرى وضياع المقدسات، وانتهاك الحرمات، من وجهة نظره.

## مؤلفاته
```
بلغت مؤلفاته نحو 126 كتاباً
[
6
]
 منها:
```

الرسول القائد، الوجيز في العسكرية الإسرائيلية، حقيقة إسرائيل دراسات في الوحدة العسكرية العربية، أهداف إسرائيل التوسعية في البلاد العربية، طريق النصر في معركة الثأر، الأيام الحاسمة قبل معركة المصير وبعدها، بين العقيدة والقيادة، الإسلام والنصر، عدالة السماء، تدابير القدر، تاريخ جيش النبي، دروس عسكرية في السيرة النبوية، غزوة بدر الكبرى، العسكرية العربية الإسلامية، المصطلحات العسكرية في القرآن الكريم، الصديق القائد، الفاروق القائد، عمرو بن العاص، خالد بن الوليد المخزومي، قادة فتح المغرب العربي، قادة فتح مصر، القتال في الإسلام، جيش النبي، العدو الصهيوني والأسلحة المتطورة، التصور الصهيوني للتفتيت الطائفي، التدريب الفردي ليلا، القضايا الإدارية في الميدان، تعريف المصطلحات العسكرية وتوحيدها المجمع العسكري الموحد، الشورى في المواثيق والمعاهدات النبوية ومضات من نور المصطفى، قادة فتح الجزيرة، قادة فتح فارس، إرادة القتال في الجهاد الإسلامي، الشورى العسكرية النبوية، قادة النبي، قادة فتح السند وأفغانستان، قادة الفتح الإسلامي في بلاد ما وراء النهر، قادة الفتح الإسلامي في بلاد أرمينيا، سفراء النبي ﷺ، عقبة بن نافع الفهري، قادة فتح بلاد الشام، قادة فتح بلاد الروم، قادة فتح بلاد الأندلس، الرسالة العسكرية للمسجد، دروس في الكتمان، أسباب انتصار الرسول القائد، التوجيه المعنوي للحرب، الرقيب العتيد، اليوم الموعود، أقباس روحانية، نفحات روحانية، السفارات النبوية، أسرار الحرب العالمية الثانية، الأمثال العسكرية في كتاب «مجمع الأمثال»، أهمية توحيد المصطلحات العسكرية.
وله عدد كبير من الأبحاث والمقالات المنشورة في معظم الصحف والمجلات العربية والإسلامية.

## مقتطفات من شعره
قال في رثاء جدته:
وقال في معركة جنين بعد استرداد قواته لمدينة جنين من الصهاينة، وقبل انصراف قواته إلى العراق بعد الهدنة:

## من أقواله
"لما ذهبت للدراسة في الكلية العسكرية بلندن، سألني عميد الكلية: لماذا قدمت؟ قلت: لتجديد معلوماتي العسكرية، ولتلقي أي جديد في العلم. فعقب العميد على كلامي: بل قدمت لتتعلم مغازلة الفتيات.
فكظمت غيظي وقلت في نفسي: إن هذا لا يلقي كلامه جزافا وإنما يحكم علي بما شاهده في سواي. ولما ذهبت إلى السكن المخصص لي، وجدت فراشا وفتاة تعمل على ترتيب غرفة نومي، فانتظرت في البهو دون أن أعيرها اهتماما، حتى إذا خرجت تسألني: هل لديك توجيهات؟ قلت: شيء واحد هو أن تحضري لأداء مهمتك حين لا أكون موجودا".
ويروي أيضا فيقول: "بعد تخرجي ضابطا سنة 1937م، كان من تقاليد الجيش أن تولم وليمة للضباط الجدد، وشهدت الحفلة مع زملائي، فجاء قائد الكتيبة وقد ملأ كأسا من الخمر، وأمرني أن أبدأ حياتي بشرب الخمر، وكان الليل قد أرخى سدوله، وكانت السماء صافية تتلألأ فيها النجوم، وكان قائد الكتيبة برتبة عقيد يحمل على كتفيه رتبته العسكرية وهي بحساب النجوم اثنتا عشرة نجمة، فقلت له:
إني أطيعك في أوامرك العسكرية، وأطيع الله في أوامره، فلا طاعة لمخلوق في معصية الخالق، إنك تحمل على كتفيك اثنتي عشرة نجمة، فانظر إلى سماء الله لترى كم تحمل من النجوم. فبهت القائد وردد: السماء، السماء، نجوم السماء! ومضى غضبان أسفا، وشعرت بأن موقفي هذا ليس مصاولة بيني وبين القائد، ولكنها مباراة بين إرادته بشرا، وبين إرادة الله خالق البشر".
ويقول: "إن الدعوة التي تبناها المبشرون وعملاء الاستعمار وأذنابهم في إبعاد الدين الإسلامي عن الحياة، دعوة مريبة، هدفها إبعاد العرب عن الناحية المعنوية في حياتهم فالعرب جسم الإسلام وروحه، ولا بقاء للجسم بدون روح.
إن قوى هائلة تعمل على تحطيم هذا الجيل، وتفتيت قدراته وكانت قبل مقصورة على العدو الخارجي، أما اليوم فقد وجدت لها مرتكزات، لا تحصى في الداخل وإن ارتباط مستقبل هذا الجيل صعودا أو هبوطا بمدى التزامه هداية الإسلام، أو إعراضه عنه. إن المسلمين اليوم في حاجة ماسة إلى قادة كخالد والمثنى وغيرهم إلا أن حاجتهم إلى العلماء العاملين أمس وأشد.
هناك أزمة ثقة بين الشيوخ والشباب، ومرد ذلك إلى فقدان عنصر القدوة الصالحة في معظم الذين يعدون في الشيوخ ويظنون أن كل ما عليهم هو أن يحسنوا عرض الموعظة السطحية ولو كان سلوكهم الشخصي أبعد ما يكون عما يدعون إليه."

## مواقفه
كان محمود شيت خطاب له موقف مجيد في الدفاع عن اللغة العربية، ومحاربة الدعوة إلى اللهجة العامية الدارجة، والشعر الحر وأن الشعر الموزون المقفى هو من دعائم اللغة العربية، كما حارب الدعوة لكتابة العربية بالأحرف اللاتينية، ورحب بالجانب العلمي من الحضارة الغربية، ورفض ما عداه من المبادئ والأخلاق والعادات والسلوك الغربي الذي أنحدر إلى الحضيض في العلاقات الجنسية والإباحية وغيرها من المبادئ المادية وما تتركه من آثار على إنسانية الإنسان وروحه وسلوكه. كانت الصهيونية أعدى أعدائه، ومحور تفكيره وهمومه، وكان يرى (أن العلاج لها هو الجهاد، فإسرائيل لا تفهم غير لغة القوة وهي الطريق لتحرير فلسطين، وسحق إسرائيل العنصرية، وأن الإسلام هو الحل لسائر القضايا السياسية والاقتصادية والعسكرية والاجتماعية للأمة الإسلامية، ونحن أمة أعزنا الله بالإسلام، فإذا طلبنا العزة بغيره أذلنا الله، وأن الوحدة قدر والقدر أقوى من البشر، ويجب العمل للوحدة من أجل العزة والمجد، ومن أجل القضاء على إسرائيل).

## قالوا عنه
يقول الدكتور يوسف إبراهيم السلوم: «زرته بالمستشفى العسكري بالرياض عام 1410هـ قبل وبعد العملية التي أجريت له في القلب، ولمست منه الشجاعة الأدبية والإيمان القوي، والرضاء بالقدر، وصبره على الآلام، مع كبر سنه، ورغم ذلك كانت حقيبته لا تخلو من بعض المؤلفات الجديدة له، وتفضل مشكورا بإهدائي بعض النسخ منها، كان يتحدث مع زواره بروح عالية، فازددت تعلقا به، ومحاولة معرفة المزيد من سيرته وحياته، وكنت أتابع ما يصدر له من كتب ومؤلفات وبحوث ومقالات، فأجد فيها المعين لي في حياتي العسكرية لتأصيل العلوم والثقافة العسكرية حتى أصبحت مدرسة متميزة».
ويقول الأديب عبد الله الطنطاوي: «عاش اللواء خطاب عصرا متفجرا من أعنف العصور، وكان نصيب العراق كبيرا من الحرائق والمعاول بعد فلسطين الذبيحة، وكان اللواء خطاب شاهد القرن على تلك الكوارث والمآسي التي اجتاحت العراق والشعوب العربية والإسلامية، فكان ميلاد إسرائيل، ثم شهد هزيمة الأنظمة العربية في حرب حزيران سنة 1967م. عاش محمود شيت خطاب عصره بكل ما فيه، وناله الكثير مما فيه وعاه بعقله وذكاء قلبه، وأسهم في إطفاء بعض الحرائق.»
ويقول اللواء المهندس المتقاعد عبد الستار الكيلاني: ان العلامة محمود شيت خطاب من أعلام المؤرخين العراقيين ومن أوائل العسكريين الذين كتبوا في التاريخ الإسلامي ولقد كان قوي الفكر قوي التاثير قوي الإرادة.

## تكريمه
في حفل تكريمه ألقى الشاعر وليد الأعظمي هذه القصيدة:

## وفاته
في صباح اليوم 23 شعبان 1419 هـ الموافق الثالث عشر من شهر ديسمبر سنة 1998م، كان اللواء خطاب يجلس على كرسي عتيق تحت درج منزله، وجاءت ابنته تودعه قبل أن تغادر المنزل إلى الجامعة، طلب منها أن تجلس إلى جانبه لتقرأ سورة يس فجلست وجاءت زوجته وجلست وقرأت البنت سورة يس، وكان يقرأ معها، فأحس بجفاف في حلقه بعد الانتهاء من قراءة السورة، فطلب من زوجته أن تأتيه بكاس من الشراب، وأسرعت الزوجة إلى المطبخ وهي تسمع زوجها يردد: أشهد أن لا إله إلا الله وأشهد أن محمدا رسول الله. وكررها مرارا ثم سكت، وأبنته تنظر إليه وتردد معه شهادة الحق، فأسرعت زوجته إليه لتراه كالنائم، قد أسلم الروح لبارئها.

## وصلات خارجية
- محمود شيت خطاب على موقع أرشيف الشارخ.
- مجموعة مؤلفات المرحوم محمود شيت خطاب pdf.
- موقع الآلوكة: بطل جنين محمود شيت خطاب ، خليل محمود الصمادي